# 980

## Догађаји
- 11. јун — Владимир I, велики кнез Кијева, консолидује Кијевску државу од савремене Украјине до Балтичког мора. Владимир је проглашен за владара целе Кијевске Русије.
- Викиншки напади из Скандинавије прете јужној енглеској обали први пут после 25 година. Хемпшир и острво Танет су опустошени.
- Мир је закључен између цара Отона II и краља Лотара III у Маргуту, чиме је окончан француско-немачки рат 978–980. Лотар се одриче својих права на Доњу Лорену, док Ото обећава да ће признати Лотаровог сина Луја V као законитог наследника Западнофраначког краљевства.
- Јесен – Цар Отон II креће на своју прву експедицију у Италију. Препушта владу у руке архиканцелара Вилигиса. Отона је у пратњи супруге царице Теофане.
- Зима – Цар Отон II слави Божић са породицом у Равени. Као краљ Италије добија Гвоздену круну Ломбардије.
- Султанат Килва, са центром у Килви (острво у близини модерне Танзаније), основао је Али ибн ал-Хасан Ширази, персијски принц од Шираза.
- Ноткер (или Нотер), франачки бенедиктински монах и бискуп, оснива принц-епископију Лијежа (модерна Белгија) која ће остати независна држава унутар Светог римског царства више од 800 година.

## Рођења
- Бенедикт VIII, римски папа (у. 1024)
- Отон III, немачки краљ и цар Светог римског царства (у. 1002)